# Mya-Lecia Naylor
Mya-Lecia Naylor (Warwickshire, 6 de novembro de 2002 - Londres, 7 de abril de 2019) foi uma atriz e modelo inglesa, conhecida por seus papéis como Fran na sitcom do CBBC Millie Inbetween e Mya na série CBBC Almost Never.

## Vida pessoal
Naylor nasceu em 6 de novembro de 2002 em Warwickshire, Inglaterra, filha de Zena e Martin Naylor. Ela morava em South Norwood, no bairro londrino de Croydon, com seus pais e dois irmãos mais novos, Ellis e Oscar Naylor. Ellis também era atriz. Ela foi educada na Royal Russell School e Coloma Convent Girls 'School.

## Carreira
O primeiro papel de Naylor na televisão foi em 2004 em Absolutely Fabulous as Jane. Em 2011, ela interpretou Tati no Tati's Hotel e apareceu em um episódio de Cartoonito Tales como Chapeuzinho Vermelho. Em 2012, ela apareceu em dois episódios de The Last Weekend. Ela então apareceu no filme, Cloud Atlas como Miro. Ela apareceu no Code Red como Miriam em 2013, e Index Zero em 2014. De 2014 a 2018, ela apareceu em Millie Inbetween como Fran. Em 2015, ela interpretou Samantha Reasonable na peça de rádio Mr Reasonable. Em 2019, ela interpretou Mya no drama musical do CBBC, Almost Never.
Naylor era membro da banda angels N 'bandits.

## Morte
Naylor foi encontrada pendurada em uma tenda em sua casa em 7 de abril de 2019 por sua mãe e estava em parada cardíaca quando os serviços de emergência foram chamados para o endereço; Naylor foi declarada morta às 11:30 no mesmo dia no Croydon University Hospital. O pai de Naylor afirmou que Naylor "não estava em seu estado normal" devido ao estresse de seus próximos GCSEs e também foi banida de comparecer a uma festa; o pai de Naylor também acrescentou sua crença de que "ela estava apenas fazendo algum tipo de protesto" e "não tinha a intenção de fazer isso", chamando-a de "uma coisa boba do momento". O Tribunal de Justiça de Croydon investigou a causa de sua morte e, em setembro de 2019, o legista assistente Toby Watkin acreditava que Naylor não tinha a intenção de acabar com sua vida e determinou que Naylor morreu por infortúnio. Um serviço memorial para Naylor foi realizado na Igreja Católica Nossa Senhora da Anunciação em Croydon em 19 de maio de 2019.

## Filmografia
| Ano       | Título              | Função               | Notas                                             |
| --------- | ------------------- | -------------------- | ------------------------------------------------- |
| 2004      | Absolutely Fabulous | Jane                 | 1 episódio: " Caixa Branca "                      |
| 2011      | Tati's Hotel        | Tati                 | Papel principal                                   |
| 2011      | Cartoonito Tales    | Chapeuzinho Vermelho | 1 episódio: "Chapeuzinho Vermelho"                |
| 2012      | The Last Weekend    | Bethany              | 2 episódios: "domingo / segunda-feira" e "sábado" |
| 2012      | Cloud Atlas         | Miro                 | Filme                                             |
| 2013      | Cod Red             | Miriam               | Filme                                             |
| 2014      | Index Zero          | Filha de moore       | Filme                                             |
| 2014–2018 | Millie Inbetween    | Fran                 | Papel principal                                   |
| 2019      | Almost Never        | Mya                  | Papel principal                                   |

1. 1 2  «Mya-Lecia Naylor, actress who became a star on 'Millie Inbetween' and worked with Tom Hanks on 'Cloud Atlas' – obituary». The Daily Telegraph. 18 de abril de 2019. Consultado em 19 de abril de 2019
2. 1 2  «Mya-Lecia Naylor died by misadventure says coroner». BBC. 9 de setembro de 2019. Consultado em 9 de setembro de 2019
3. ↑  Rodger, James (18 de abril de 2019). «Mya-Lecia Naylor's heartbroken dad tells neighbours 'we've lost our baby' after CBBC star's death». Birmingham Mail. Consultado em 19 de abril de 2019
4. ↑  Rodger, James (17 de abril de 2019). «How did Mya-Lecia Naylor die? CBBC issue statement after star's death aged 16». Birmingham Mail. Consultado em 18 de abril de 2019
5. ↑  «Mya-Lecia Naylor's mother's name is in her Instagram bio». 2 de maio de 2019
6. ↑  «Royal Russell Newsletter 1 de julho de 2015» (PDF). Royal Russell School. 1 de julho de 2015. Consultado em 18 de abril de 2019
7. ↑  «Introducing Mya-Lecia Naylor». Consultado em 18 de abril de 2019. Cópia arquivada em 19 de abril de 2019
8. ↑  «Absolutely Fabulous: White Box». digiguide.tv. 25 de dezembro de 2004. Consultado em 18 de março de 2016
9. ↑  «Gallery:Tati's Hotel Friends & Family Premiere». Bafta Cymru. 9 de abril de 2011. Consultado em 18 de março de 2016
10. ↑  «Tati's Hotel opens for business». Screen Terrier. 29 de outubro de 2010. Consultado em 18 de março de 2016. Cópia arquivada em 27 de março de 2016
11. ↑  «The Last Weekend Series 1-Episode 2». Radio Times. 2012. Consultado em 18 de março de 2016
12. ↑  «The Last Weekend Series 1-Episode 3». Radio Times. 2012. Consultado em 18 de março de 2016
13. ↑  Eckhardt, Stephanie (18 de abril de 2019). «Actress Mya-Lecia Naylor, of Cloud Atlas and Almost Never, Has Died at Age 16». Yahoo. Consultado em 20 de abril de 2019
14. ↑  «Code Red». Amazon. Consultado em 20 de abril de 2019
15. ↑  Kelly, Emma (18 de abril de 2019). «CBBC's Mya-Lecia Naylor landed first role in Absolutely Fabulous at two years old». Metro. Consultado em 20 de abril de 2019
16. ↑  «Millie Inbetween Baby Brain credits». CBBC. 2014. Consultado em 18 de março de 2016
17. ↑  Millie Inbetween Meet Fran. CBBC. 29 de outubro de 2014. Consultado em 18 de março de 2016
18. ↑  «Mr Reasonable». BBC. 10 de abril de 2015. Consultado em 18 de março de 2016
19. ↑  «Tess Daly guest stars in new CBBC comedy drama Almost Never». BBC Media Centre. 6 de dezembro de 2018. Consultado em 19 de dezembro de 2018
20. ↑  «Tess Daly to star alongside Fleur East and Emily Atack in new kids' show». What's On TV?. 7 de dezembro de 2018. Consultado em 19 de dezembro de 2018
21. ↑  Harp, Justin (6 de dezembro de 2018). «I'm a Celeb's Emily Atack and Fleur East are ALREADY teaming up again for a new TV show». Digital Spy. Consultado em 19 de dezembro de 2018
22. ↑  «CBBC star Mya-Lecia Naylor dies aged 16». Shropshire Star. 17 de abril de 2019. Consultado em 18 de abril de 2019
23. ↑  «Mya-Lecia Naylor: CBBC star dies suddenly aged 16» (em inglês). 17 de abril de 2019. Consultado em 17 de abril de 2019
24. ↑  Busby, Mattha (18 de abril de 2019). «CBBC star Mya-Lecia Naylor dies suddenly aged 16». The Guardian (em inglês). ISSN 0261-3077. Consultado em 18 de abril de 2019
25. ↑  «CBBC star Mya-Lecia Naylor dies, aged 16» (em inglês). 18 de abril de 2019. Consultado em 18 de abril de 2019
26. ↑  Kelly, Emma (9 de setembro de 2019). «CBBC star Mya-Lecia Naylor, 16, died by hanging, inquest rules». Metro. Consultado em 9 de setembro de 2019
27. ↑  Kelly, Emma (18 de abril de 2019). «Mya-Lecia Naylor's father told neighbour 'we've lost our baby' after teen actress 'collapsed'». Metro. Consultado em 20 de abril de 2019
28. ↑  «Memorial service». 10 de maio de 2019